# Radio Tomislavgrad
Radio Tomislavgrad (RTG) je regionalna radio postaja na hrvatskom jeziku čije je sjedište u općini Tomislavgradu.
Emitira program od 18. svibnja 1992. godine.
Suradnik i novinar Radio Tomislavgrada bio je hrvatski književnik Petar Miloš. U znak sjećanja na prijatelja ove postaje, osmislili su emisiju „Klub Pet Mil“ koju emitiraju utorkom od 10 sati, a u njoj, uz Petrove priče, donose također i priče i drugih duvanjskih književnika. Radio Tomislavgrad emitira emisije Radio knjižnica, Razgovori ugodni, Slikovnica koja priča i svira i dr. Programska shema RTG-a uključuje Jutarnju kroniku 1. programa Hrvatskog radija, U Dnevnom zrcalu, Vijesti Radija Herceg-Bosne, vjerski program, emisije Jutarnji šetač ili O svemu ponešto, Iskre u sjećanju, Iz ureda za lijepe stvari, Aktualni RTG, glazbeni program, servisne informacije i dr.

## Vanjske poveznice
- Radio Tomislavgrad
- Facebook Radio Tomislavgrad